# Кандор
Кандор (фр. Candor) насеље је и општина у североисточној Француској у региону Пикардија, у департману Оаза која припада префектури Компјењ.
По подацима из 2011. године у општини је живело 274 становника, а густина насељености је износила 30,61 становника/km². Општина се простире на површини од 8,95 km². Налази се на средњој надморској висини од 73 метара (максималној 122 m, а минималној 62 m).

## Демографија
| 1962. | 1968. | 1975. | 1982. | 1990. | 1999. | 2011. |
| ----- | ----- | ----- | ----- | ----- | ----- | ----- |
| 265   | 274   | 265   | 261   | 258   | 256   | 274   |

График промене броја становника у току последњих година